# スプーン (楽器)

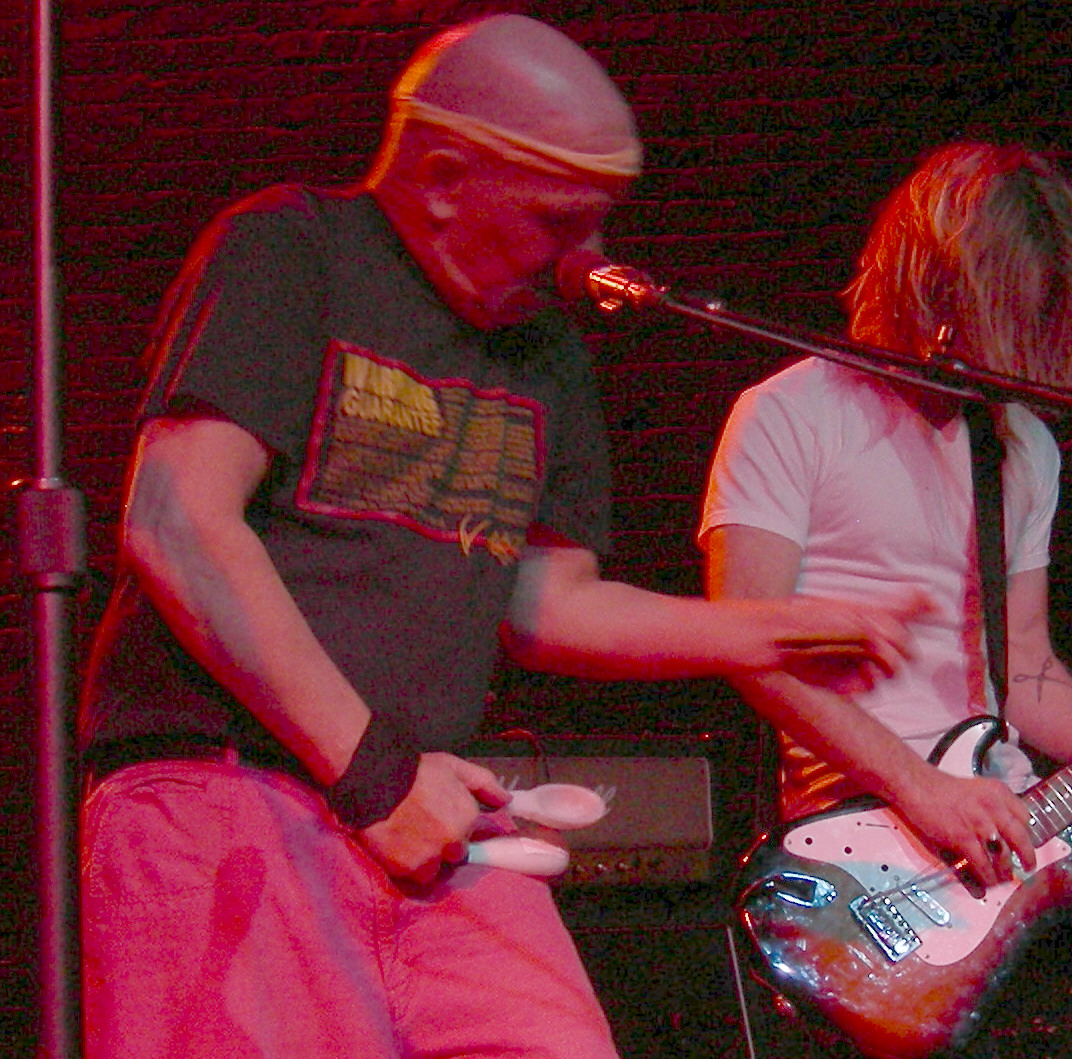
スプーンを演奏するアーティス・ザ・スプーンマン（2007年）

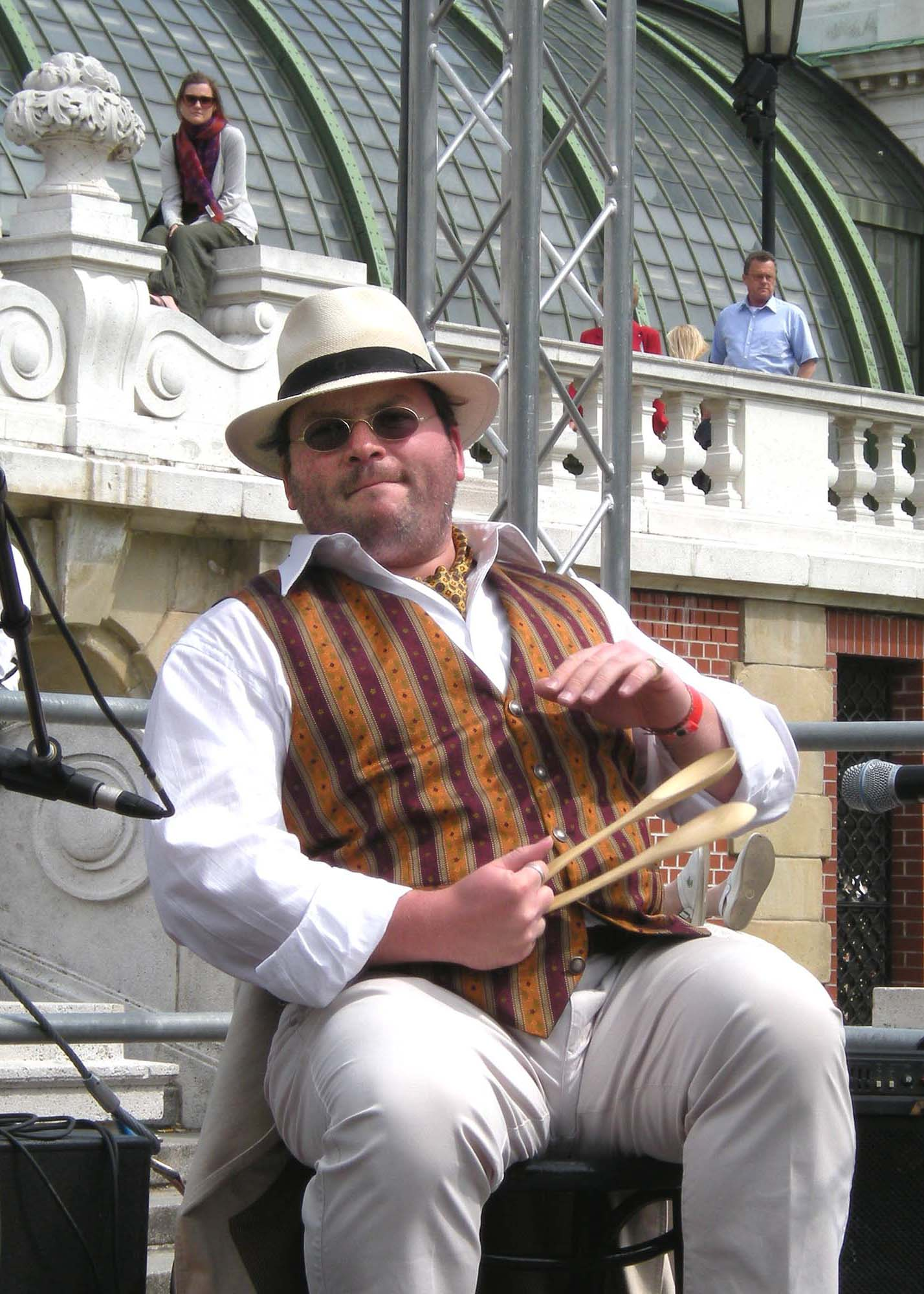
ウィーンで毎年恒例のシュタット・フェストにおいて「16er Buam」のパフォーマンスを披露したクラウス・P・シュトイラー（2009年）

スプーン（英: Spoons）は、その場しのぎの打楽器として、より具体的にはカスタネットに近いイディオフォン（体鳴楽器）として演奏できる。それらは一方のスプーンをもう一方のスプーンにぶつけることにより、演奏される。

## テクニック
1. ファイアー・トング（火ばさみ）・スタイル：スプーンを2本、凹面を外側に向けてしっかりと持ち、人差し指を柄の間に挟んで間隔を空ける。2本のスプーンを叩くと、スプーンは互いに鋭くぶつかり、元の位置に戻る。スプーンは通常、膝と手のひらで叩く。指やその他の体の部位も、様々な音、リズム、ラトル音、視覚効果を生み出すために、叩く面として使うことができる。
2. サラダ・サービング・スタイル：スプーン1本を小指、薬指、中指で持ち、もう1本を薬指、親指、人差し指で持ち、薬指を軸にして回転させる。指（主に中指と親指）を揃えて、凸面同士を叩く。
3. カスタネット・スタイル：両手にスプーンを2本ずつ持ち、1本は凹面を手のひらに当て、親指で押さえる。もう1本は薬指と中指で持ち、凹面を指先で押さえて柄のバランスを取る。中指と薬指で握って、凸面同士を叩く。
4. ドラムスティック・スタイル：スプーン1本を凹面側を手のひらに当て、柄を腕時計のベルトの下にしっかりと押し込む。もう1本は左手の薬指と中指の間に入れ、後者をカスタネット・スタイルで叩く。3本目のスプーンを右手に持ち、左手の両方のスプーンを叩く。

## アメリカの民俗音楽
アメリカ合衆国では、スプーンを使った楽器は、アメリカン・フォーク・ミュージック、ミンストレル・ショー、ジャグ・アンド・スパズム・バンドと結び付けられている。これらの音楽ジャンルでは、洗濯板やジョッキなど、日用品が楽器として使われる。一般的な食器に加え、柄の部分で繋がれたスプーンは楽器店で入手できる。

## イギリスの民俗音楽
スプーンはパーカッションとして、フィドル演奏やその他のフォークソングの伴奏に用いられる。一例として、ドラマ『バーナビー警部』第6シリーズのエピソード2が挙げられる。ここでは、ギャビン・トロイ巡査部長が、ホーム・パーティーでゲストをもてなすフィドル奏者に加わり、スプーンを演奏する。彼は最初の技法を用いている。ゲストも音楽に合わせて手拍子をすることでパーカッションとして参加している。
「This Old Man」という曲も、スプーンの代わりに羊の骨（つまりパディワック＝腱靭帯）が使われている点を除けば、類似した概念を表している。

## カナダの民俗音楽
カナダでは、ケベック音楽やアカディア音楽において、スプーンはフィドルの演奏に伴奏として用いられる。また、ニューファンドランド島や大西洋岸諸州では、家族の集まりでスプーンが演奏されることが一般的となっている。西カナダにおけるスプーンの演奏は、メティス文化と深く結びついている。

## ギリシャの民俗音楽
ギリシャでは、スプーンは打楽器としてコウタラキア（koutalakia、ギリシャ語：κουταλάκια「小さなスプーン」という意味）として知られている。ダンサーはスプーンを叩くリズムに合わせて踊る。スプーンの多くは彫刻や絵画で装飾されている。この独特の伝統はギリシャ本土の音楽では一般的ではないが、かつてはアナトリア地方のギリシャ人の間で人気があった。

## ロシアの民俗音楽
スプーンはロシアの民族音楽でよく使用され、ローシュキ（lozhki、ロシア語: Ло́жки [複数形]、発音:  Ложка [単数形]）として知られている。音楽におけるスプーンの使用は、少なくとも18世紀（おそらくはそれ以前）にまで遡る。通常、3本以上の木製スプーンが使用される。ボウルの凸面を、さまざまな方法で叩く。たとえば、2本のスプーンの柄を左手に持ち、3本目を右手に持ち、左手の2本のスプーンを叩く。滑らせるように叩くことで、独特の音が出る。左手に3本のスプーンを持ち、4本目をボットまたはポケットに入れることもできる。5本目のスプーンを右手に持ち、残りの4本を叩くのに使用する。最後に、1本のスプーンのボウルを左手に持ち、別のスプーンで叩くこともできる。このスタイルでは、ボウルを強く握ったり弱く握ったりすることで、異なる音色を出すことができる。
これらの木製のスプーンは、ロシア民謡の演奏でよく使用され、時にはロシアのオーケストラでも使用される。スプーンとバラライカの伴奏でロシア民謡を演奏する合唱団のビデオは下記参照。

## トルコの民俗音楽

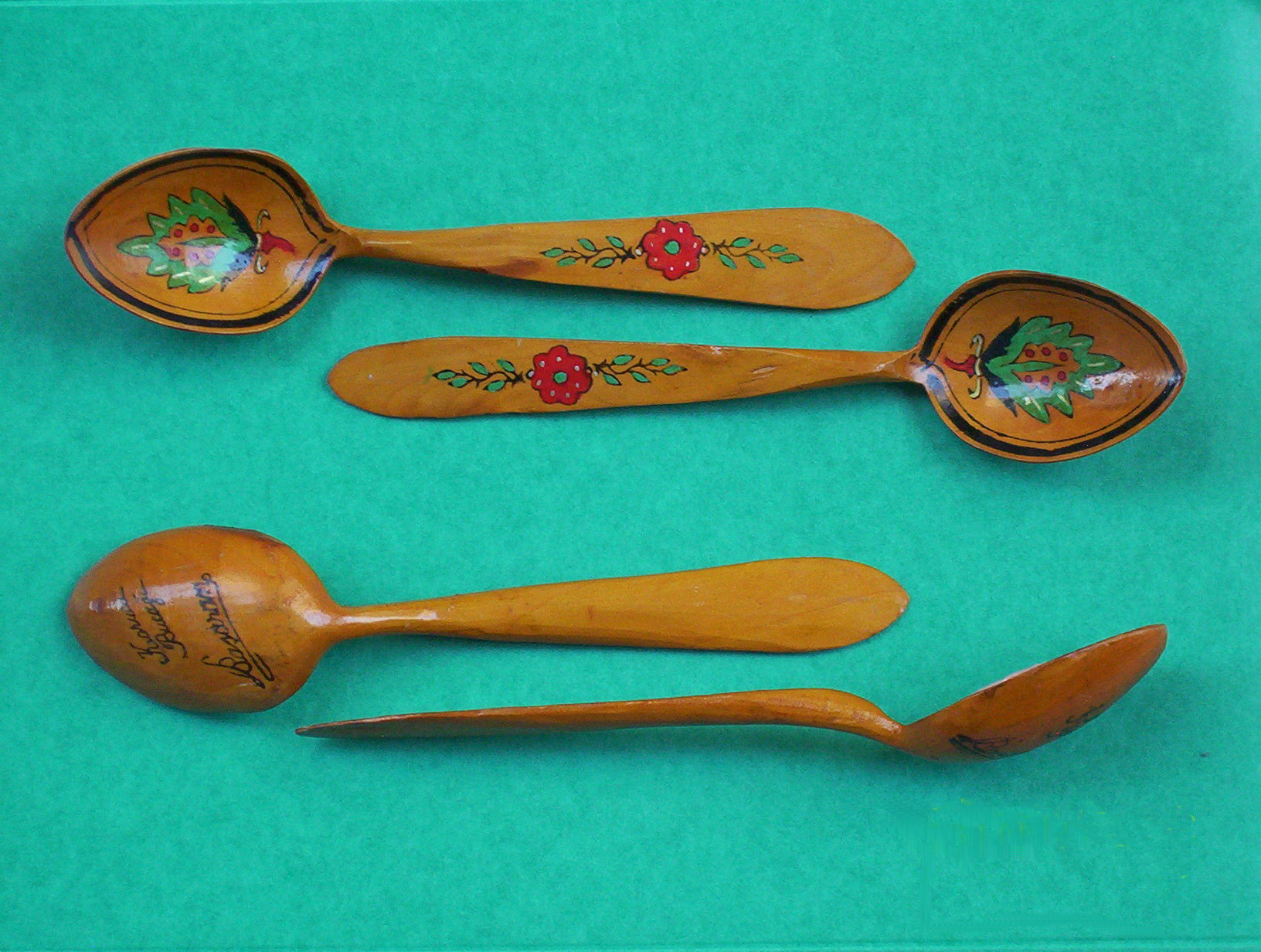
トルコのフォーク・ダンスで使われる木製スプーン

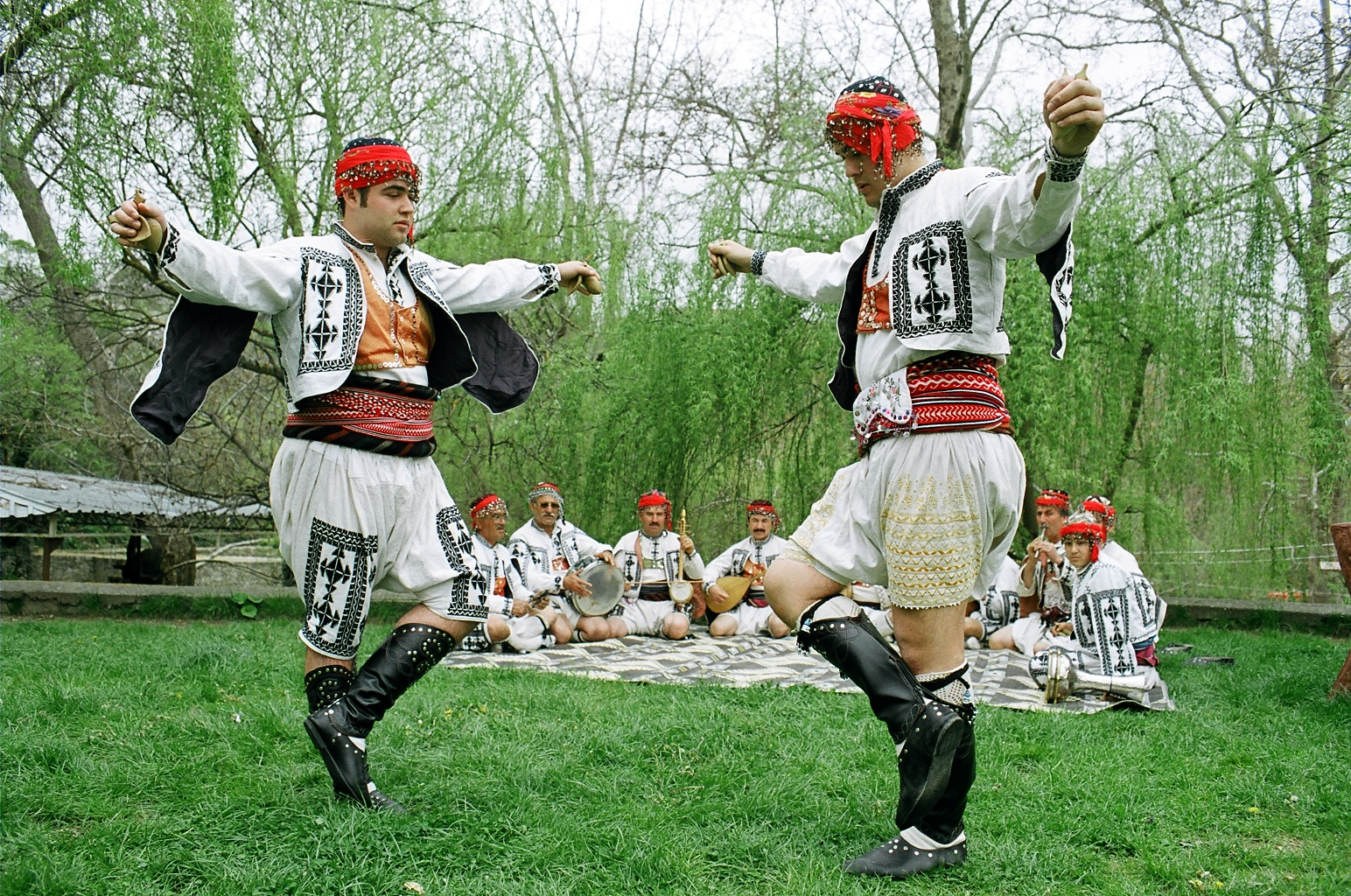
バルケスィル・ゼイベク・ダンス

トルコのスプーン、カシュクラル（トルコ語：kaşıklar）は、トルコとウズベキスタンの打楽器である。ツゲ材で作られたカシュクラルが特に人気がある。持ち方も様々となっている。
1. 1本のスプーンの柄を中指と薬指で持ち、指先をくぼみに入れる。2本目のスプーンのくぼみを親指の付け根に立てかけ、1本目のスプーンと背中合わせにする。これは最も一般的な持ち方で、主に両手にスプーンを2本持ち、手を上げて踊るように持つ。握りこぶしを握ると、スプーン同士がぶつかり合う。時には、どちらかの手のスプーンの柄の先端を互いにこすり合わせて、異なる音を出すこともある。
2. 1本のスプーンの柄を薬指、親指、人差し指で持ち、もう1本のスプーンの柄を薬指の後ろ、小指と中指の内側に置き、1本目のスプーンと背中合わせにする。薬指は蝶番のように機能し、両方のスプーンを持つのに役立つ。指を軽く握ると、スプーン同士がぶつかる。この持ち方は、基本的にサラダスプーンを片手で持つ場合と同じだが、この目的を除けば、スプーンは背中合わせにしてはいけない。
3. 2本のスプーンを右手の人差し指の両側で背中合わせに持ち、スプーンの柄の先端を小指と薬指で軽く持ち、スプーンを脚に向かって叩き、左手の内側まで上げる。左手の親指と人差し指で軽く持ち、両方の柄を滑らせて、1回の上下運動でスプーンの音を数回出す。スプーンの先端を左手の指または左袖のひだの数本をスキップさせて、繰り返し転がす。これは座っているときに最もよく使われる方法である。
4. 左手は最初のスタイルのようにスプーンを持ち、3本目のスプーンを時計のストラップの下に押し込み、右手は4本目のスプーンを持つ。これは座っているときに使用される。

## ミュージシャン
- アビー・ザ・スプーン・レディ[5]（1981年- ）は、スプーンを演奏するアメリカの人気大道芸人[6]。
- アーティス・ザ・スプーンマン（1948年- ）は、サウンドガーデンの曲「Spoonman」でフィーチャーされたシアトルの大道芸人。
- UB40のダンカン・キャンベル（1958年- ）は、イギリスのレゲエ歌手で、かつてイギリスのミュージシャンズ・ユニオンに登録された唯一のスプーン奏者。
- ノエル・クロンビー（1953年- ）は、自身の音楽にスプーンを取り入れている。
- A・"クロード"・ファーガソン（1923年-2006年）は、35ページの小冊子『You, Too, Can Play the Spoons』を出版した。クロードは、『Highlights Magazine』の2007年7月号「Spoonful of Music」で紹介された。
- ボビー・ヘブ（1938年-2010年）は、自身の音楽にスプーンを取り入れた。
- 『ドクター・フー』の7代目を演じたイギリス人俳優シルヴェスター・マッコイ（1943年- ）は、『ドクター・フー』での在職期間中やイアン・マッケランの『リア王』での役柄からも明らかなように、スプーンを演奏するのが上手い。
- 子ども向け歌手のエリック・ナグラー（1942年- ）はスプーンを演奏する。
- サム・スプーンズ（2018年死去）は、ボンゾ・ドッグ・ドゥー・ダー・バンドのドラマー兼スプーン・パフォーマーだった。
- シニア・コロナーは、カリフォルニアの伝統的なフォーク・ミュージシャン[7]。
- ロシアのボリス・エリツィン大統領（1931年-2007年）は、役人の間で木のスプーンを使ったパフォーマンスを楽しむことで知られていた[8][9]。
- ジェリー・デヴォー・"スプーン・マン"は、ブロード・コーヴ・スコティッシュ・コンサートにてスプーンを演奏することで知られるカナダのミュージシャン。また、アシュレイ・マックアイザックのアルバム『ハウ・アー・ユー・トゥデイ（Hi™ How Are You Today?）』にもゲスト・ミュージシャンとして参加した。